# Konjugovaný pár
Konjugovaný pár je dvojice atomů nebo molekul v Brønstedově–Lowryho teorii kyselin a zásad, vzniklá tím, že jedna částice přijme proton (H+) od druhé. Částice vzniklá odštěpením protonu se nazývá konjugovaná zásada a může znovu proton zachytit, zatímco částice, která přijala proton, je konjugovanou kyselinou a může tento proton odštěpit. Jelikož mohou některé kyseliny odštěpit více protonů, tak jsou i některé konjugované zásady kyselé.
Uvedený proces lze zapsat následující rovnicí:
kyselina + zásada ⇄ konjugovaná zásada + konjugovaná kyselina
Johannes Nicolaus Brønsted a Martin Lowry vytvořili teorii kyselin a zásad , nazývanou Brønstedova–Lowryho teorie, kde je kyselina definována jako sloučenina, jež může předat proton jiné, zatímco zásada je sloučenina, která může proton přijmout.
Kationty jsou většinou konjugovanými kyselinami, zatímco anionty bývají většinou konjugovanými zásadami. Nejjednodušší konjugovanou zásadou je solvatovaný elektron, jehož konjugovanou kyselinou je atom vodíku.

## Acidobazické reakce
Při acidobazické reakci reaguje kyselina se zásadou za vzniku konjugované zásady a konjugované kyseliny. Kyselina odštěpuje proton, který následně zachycuje zásada. Vznik nové vazby mezi zásadou a protonem se znázorňuje šipkou, která míří od elektronového páru zásady k přesouvajícímu se protonu:
Na obrázku výše je molekula vody konjugovanou kyselinou hydroxidového aniontu, který získal proton z amonného kationtu. Obdobně je amoniak konjugovanou zásadou amonného kationtu, který odštěpí vodíkový ion a vytvoří molekulu vody, která je konjugovanou kyselinou hydroxidového iontu –OH− je pak konjugovanou zásadou H2O, vznikající oddělením protonu z molekuly vody (který je pak zachycen amoniakem a vytvoří NH +
4 . Pro tutéž částici lze, v závislosti na tom, jaká reakce se uvažuje, použít označení kyselina, zásada, konjugovaná kyselina, i konjugovaná zásada.

## Síla konjugovaných kyselin a zásad
Síla konjugované kyseliny souvisí s její disociační konstantou. U silnější kyseliny má její disociace vyšší rovnovážnou konstantu a rovnováha je více posunuta směrem k produktům. Sílu konjugované zásady lze popsat jako její náchylnost k přitahování protonů. Silná konjugovaná zásada může způsobit „zadržení“ protonů a zabránit disociaci odpovídající kyseliny.
Silným konjugovaným kyselinám odpovídají slabé zásady; jak příklad lze uvést disociaci kyseliny chlorovodíkové (HCl) ve vodném roztoku. Protože je HCl silnou kyselinou (má velkou míru disociace), tak je její konjugovaná zásada, chloridový anion (Cl−), slabou zásadou; většina H+ tak bude vytvářet hydroniové ionty (H3O+) a nebude se vázat na Cl−, konjugovaná zásada této kyseliny bude tak slabší zásadou než voda.
Pokud je látka slabou kyselinou, tak její konjugovaná zásada nemusí být silnou zásadou. Octanový anion, konjugovaná zásada kyseliny octové, má disociační konstantu přibližně 5,6×10−10, a je tak slabou zásadou.
Aby byla konjugovaná zásada silná, tak její konjugovaná kyselina musí být velmi slabá. Ve vodných roztocích 25 °C platí KA*KB = KW = (při 25 °C) 10−14.

## Využití
Konjugované kyseliny a zásady se využívají v pufrech. V těchto roztocích slabá kyselina a její konjugovaná zásada (v podobě soli), nebo slabá zásada a její konjugovaná kyselina, slouží k tlumení změn pH během titrací. Pufry lze využít v anorganické i organické chemii, jako roztok udržující stálé pH funguje i krev. Nejvýznamnějším pufračním systémem v lidské krvi jsou soustava kyseliny uhličité a hydrogenuhličitanů, která omezuje změny pH při přijímání CO2. Reakce vypadají takto:
CO2 + H2O ⇄ H2CO3 ⇄ HCO -
3  + H+
V následující tabulce jsou shrnuty některé běžné pufry:
| Pufrační činidlo                            | pKa              | Využitelný rozsah pH |
| ------------------------------------------- | ---------------- | -------------------- |
| Kyselina citronová                          | 3,13, 4,76, 6,40 | 2,1–7,4              |
| Kyselina octová                             | 4,8              | 3,8–5,8              |
| KH2PO4                                      | 7,2              | 6,2–8,2              |
| Kyselina N-cyklohexyl-2-aminoethansulfonová | 9,3              | 8,3–10,3             |
| Kyselina boritá                             | 9,24             | 8,25–10,25           |

V organické chemii se používají octanové pufry, založené na kyselině octové (CH3COOH) a octanových iontech (CH3COO−), zpravidla dodávaných octanem sodným (CH3COONa).
Hartmannův roztok využívá konjugovanou zásadu organické kyseliny, konkrétně kyseliny mléčné (CH3CH(OH)COOH) se sodnými, draselnými a vápenatými kationty a chloridovými anionty, ve vodném roztoku. Výsledný roztok je izotonický vůči lidské krvi a používá se jako náhrada krevní plazmy po úrazech, operacích a popáleninách.

## Tabulka kyselin a jejich konjugovaných zásad
V následující tabulce je uvedeno několik kyselin a jejich konjugovaných zásad. Směrem dolů v tabulce klesá síla kyselin a roste síla zásad.
| Kyselina                              | Konjugovaná zásada                    |
| ------------------------------------- | ------------------------------------- |
| H2F+ fluoroniový ion                  | HF kyselina fluorovodíková            |
| HCl kyselina chlorovodíková           | Cl− chloridový ion                    |
| H2SO4 kyselina sírová                 | HSO − 4 hydrogensíranový ion          |
| HNO3 kyselina dusičná                 | NO − 3 dusičnanový ion                |
| H3O+ hydroniový ion                   | H2O voda                              |
| HSO − 4 hydrogensíranový ion          | SO 2− 4 síranový ion                  |
| H3PO4 kyselina fosforečná             | H2PO − 4 dihydrogenfosforečnanový ion |
| CH3COOH kyselina octová               | CH3COO− octanový ion                  |
| HF kyselina fluorovodíková            | F− fluoridový ion                     |
| H2CO3 kyselina uhličitá               | HCO − 3 hydrogenuhličitanový ion      |
| H2S kyselina sulfanová                | HS− hydrogensulfidový ion             |
| H2PO − 4 dihydrogenfosforečnanový ion | HPO 2− 4 hydrogenfosforečnanový ion   |
| NH + 4 amonný ion                     | NH3 amoniak                           |
| H2O voda (pH=7)                       | OH− hydroxidový ion                   |
| HCO − 3 hydrogenuhličitanový ion      | CO 2− 3 uhličitanový ion              |

## Tabulka zásad a jejich konjugovaných kyselin
Níže následuje tabulka zásad a jejich konjugovaných kyselin, kde směrem dolů síla zásady klesá a síla konjugované kyseliny roste.
| Zásada                              | Konjugovaná kyselina                  |
| ----------------------------------- | ------------------------------------- |
| C2H5NH2 ethylamin                   | C2H5NH + 3 ethylamonný ion            |
| CH3NH2 methylamin                   | CH3NH + 3 methylamonný ion            |
| NH3 amoniak                         | NH + 4 amonný ion                     |
| C5H5N pyridin                       | C5H5NH+ pyridinium                    |
| C6H5NH2 anilin                      | C6H3NH + 3 fenylamonný ion            |
| C6H5COO− benzoanový ion             | C6H5COOH kyselina benzoová            |
| F− fluoridový ion                   | HF kyselina fluorovodíková            |
| PO 3− 4 fosforečnanový ion          | HPO 2− 4 hydrogenfosforečnanový ion   |
| OH− hydroxidový ion                 | H2O voda                              |
| HCO - 3 hydrogenuhličitanový ion    | H2CO3 kyselina uhličitá               |
| CO 2- 3 uhličitanový ion            | HCO - 3 hydrogenuhličitanový ion      |
| Br− bromidový ion                   | HBr kyselina bromovodíková            |
| HPO 2− 4 hydrogenfosforečnanový ion | H2PO − 4 dihydrogenfosforečnanový ion |
| Cl− chloridový ion                  | HCl kyselina chlorovodíková           |
| H2O voda                            | H3O+ hydroniový ion                   |